# Rabbit Syndrome
『Rabbit Syndrome』（ラビット・シンドローム）は、日本の歌手・naoのソロプロジェクト・fripSide NAO project!のオリジナルアルバム。

## 収録曲
1. あっせんぶる☆LOVEさんぶる [4:05]
作詞：山下慎一狼、八木沼悟志
作曲：八木沼悟志
編曲：八木沼悟志、新井健史
2. せな★せな@Surprise!! [4:49]
作詞：山下慎一狼、NAO
作曲・編曲：八木沼悟志
3. Rabbit Syndrome [3:44]
作詞：NAO、山下慎一狼
作曲：八木沼悟志
編曲：八木沼悟志、新井健史
4. こんいろ∞トキメキ!! 〜着せたら脱がさない〜 [3:53]
作詞：下地和彦、山下慎一狼、fripSide
作曲・編曲：八木沼悟志、新井健史
5. かがやけ! dreamin’ ガール [3:52]
作詞：山下慎一狼
作曲・編曲：山田重利
6. こいびと☆アクセント!! [4:15]
作詞：山下慎一狼、八木沼悟志
作曲・編曲：八木沼悟志、新井健史
7. Wireless Cosmic [4:54]
作詞：山下慎一狼、八木沼悟志
作曲：八木沼悟志
編曲：八木沼悟志、新井健史
8. リバーシブルロマンス [3:43]
作詞：山下慎一狼、NAO
作曲・編曲：大川茂伸
9. HAPPYジェネレーション [3:51]
作詞：山下慎一狼、NAO、Kai(mana)
作曲：山田重利
編曲：山田重利、八木沼悟志
10. せな★せな@Surprise -生物RMX- [6:02]
作詞：山下慎一狼、NAO
作曲：八木沼悟志
編曲：岡本拓三
11. あっせんぶる☆LOVEさんぶる -R.S.PV RMX- [7:18]
作詞：山下慎一狼、八木沼悟志
作曲：八木沼悟志
編曲：八木沼悟志、岡本拓三

## 参加ミュージシャン
fripSide NAO project!
- NAO：Vocal

Additional Musician
- 戸口田隆広：Guitar (#1,3,6)
- maya：Guitar (#8,9)
- 寺前甲(demetori)：Guitar (#2)
- RIKO：Chorus (#3,9)
- Rei(vin-PRAD)：Chorus (#3,9)